# إيلينا كامبوريس
إيلينا كامبوريس (بالإنجليزية: Elena Kampouris) هي ممثلة أمريكية ولدت في 16 سبتمبر 1997.

## وصلات خارجية
- إيلينا كامبوريس على موقع IMDb (الإنجليزية)
- إيلينا كامبوريس على موقع قاعدة بيانات برودواي على الإنترنت (الإنجليزية)
- إيلينا كامبوريس على موقع قاعدة بيانات الفيلم (الإنجليزية)